# Nisís Koronís (ö i Grekland)
Nisís Koronís (Kiládia Island) är en ö i Grekland.   Den ligger i regionen Peloponnesos, i den sydöstra delen av landet, 80 km sydväst om huvudstaden Aten. Arean är 0,29 kvadratkilometer.
Terrängen på Nisís Koronís är platt. Öns högsta punkt är 23 meter över havet. Den sträcker sig 0,5 kilometer i nord-sydlig riktning, och 0,8 kilometer i öst-västlig riktning.  Trakten runt Nisís Koronís består till största delen av jordbruksmark.